# Mantius russatus
Mantius russatus là một loài nhện trong họ Salticidae.
Loài này thuộc chi Mantius. Mantius russatus được Tord Tamerlan Teodor Thorell miêu tả năm 1891.

## Hình ảnh